# نوک‌بزرگ آبی
نوک‌بزرگ آبی (نام علمی: Passerina caerulea) نام یک گونه از سرده زردپره‌های آمریکای شمالی است.